# Сенне (район Михайлівці)
Сенне (словац. Senné) — село, громада в окрузі Михайлівці, Кошицький край, Словаччина. Село розташоване на висоті 101 м над рівнем моря. Населення — 736 чол. (98 % — словаки). Вперше згадується в 1263 році. В селі є продуктовий магазин та футбольне поле.

## Географія
Протікає Чечеговський канал.

## Населення
| Рік:            | 1994. | 2004.   | 2014.   | 2024.   |
| --------------- | ----- | ------- | ------- | ------- |
| Кількість осіб: | 716   | 736     | 725     | 731     |
| Різниця:        |       | +2,79 % | -1,49 % | +0,82 % |

| Рік:            | 2023. | 2024.   |
| --------------- | ----- | ------- |
| Кількість осіб: | 723   | 731     |
| Різниця:        |       | +1,10 % |